# Romuald
Romuald – imię męskie pochodzenia germańskiego. Wywodzi się od słowa oznaczającego „ten, który zdobył sławę dzięki swemu panowaniu”.
Zdrobnienia to Romek, Romcio, Romuś. Żeński odpowiednik: Romualda
Romuald imieniny obchodzi: 7 lutego, 19 czerwca, 24 czerwca i 9 sierpnia.
Osoby święte o imieniu Romuald:
- święty Romuald – założyciel zakonu kamedułów

## Osoby noszące imię Romuald
- Romuald Cebertowicz – inżynier, hydrotechnik
- Romuald Czystaw – polski muzyk, wokalista zespołu Budka Suflera w latach 1978–1982
- Romuald Gutt – polski architekt
- Romuald Kamiński – polski biskup rzymskokatolicki
- Romuald Lipko – polski muzyk, instrumentalista i kompozytor
- Romuald Miller – architekt i działacz polityczny
- Romuald Nałęcz-Tymiński – weteran marynarki wojennej
- Romuald Pawlak – pisarz
- Romuald Spasowski – polski dyplomata
- Romuald Szeremietiew – polski polityk
- Romuald Traugutt – dyktator powstania styczniowego
- Romuald Twardowski – kompozytor